# Peru (Indiana)
Peru város az USA Indiana államában, Miami megyében, melynek megyeszékhelye is. Lakosainak száma 11 073 fő (2020. április 1.).

## Népesség
A település népességének változása:
| Lakosok száma | 1266 | 11 417 | 11 073 |
|               | 1850 | 2010   | 2020   |